# 禹珉規
禹珉規（韓語：우민규，2000年12月02日—），又譯禹珉圭，韓國男演員。

## 影視作品

### 劇集
| 年份 | 播放平台 | 劇名                                 | 角色       | 備註  |
| 2010 | MBC      | 《越看越可愛》                       |            |       |
| 2010 | KBS2     | 《九尾狐：狐狸小妹傳》               | 尹忠伊     | [ 2 ] |
| 2010 | SBS      | 《我是傳說》                         | 花子的兒子 |       |
| 2010 | KBS2     | 《Rock,Rock,Rock》                   | 金珍泰     |       |
| 2011 | EBS      | 《透過電視看的原作童話－選錯的班長》 | 金大光     |       |
| 2022 | KBS2     | 《Drama Special—內褲的季節》         | 山初祿     | 主演  |
| 2023 | TVING    | 《放學後戰爭活動》                   | 金德重     | 主演  |
| 2024 | JTBC     | 《陪玩的女人》                       |            |       |
| 2025 | SBS      | 《TRY：我們成為奇蹟》                | 表善皓     | 配角  |

### 電影
| 年份 | 片名                        | 角色           | 性質 |
| 2012 | 《首爾諜戰》                | 東洙           |      |
| 2012 | 《家門的榮光5：家門的歸還》 | 洪基           |      |
| 2013 | 《南方大作戰》              | 冠模           |      |
| 2018 | 《宅配男逃亡曲》            | 東奎           | 高中 |
| 2018 | 《魔女首部曲：誕生》        | 商行主人的兒子 | 配角 |
| 2019 | 《再見，未成年》            | 防波堤少年     |      |

## 外部連結
- 官方网站
- 禹珉規的Instagram帳戶
- 禹珉規在NAVER上的资料
- 禹珉規在Daum上的资料
- 禹珉規在韩国电影数据库（KMDb）上的資料（韓語）
- 禹珉規在互联网电影资料库（IMDb）上的資料（英文）
- 禹珉規在HanCinema的頁面（英文）